# INSEE编码
INSEE编码是由法国的国家统计机构法国国家统计与经济研究所（法語：Institut National de la Statistique et des Études Économiques，缩写为INSEE）制定的一种编码，与统计数据有关的机构、地理、人口和大型企业等都有一个INSEE编码。